# Clarke Griffin
 (décembre 2020).
Si vous disposez d'ouvrages ou d'articles de référence ou si vous connaissez des sites web de qualité traitant du thème abordé ici, merci de compléter l'article en donnant les références utiles à sa vérifiabilité et en les liant à la section « Notes et références ».
Pour les articles homonymes, voir Griffin.
Clarke Griffin est un personnage de fiction tiré de la série de romans de science-fiction post-apocalyptique The 100 écrits par Kass Morgan, et de la série télévisée Les 100 développée par Jason Rothenberg diffusée sur la chaîne CW. Clarke est l'un des personnages principaux dans le livre comme dans la série, où elle est interprétée par Eliza Taylor. Elle apparaît d'abord dans le premier roman et plus tard dans l'épisode pilote de la série télévisée. Habitante d'une colonie spatiale, l'Arche, et accusée de trahison, Clarke fait partie de la centaine de délinquants envoyés sur la Terre, dans le but de vérifier si la planète est habitable après une apocalypse nucléaire qui a eu lieu une centaine d'années auparavant.

## Personnage

### Romans
Clarke Griffin, fille de David et Abigail (Abby) Griffin, est née et a grandi dans une colonie spatiale au-dessus de la Terre. Elle est étudiante en médecine et veut suivre les traces de ses parents en devenant médecin, suivant l'enseignement du conseiller médical en chef du Conseil, le Docteur. Lahiri. Elle sort avec le fils de Jaha, Wells, le Chancelier de la colonie. Clarke découvre que ses parents réalisent des expériences illégales sur les enfants sous la menace du Vice-Chancelier Rhodes. Elle se confie à Wells, qui malgré la promesse du secret le dit son père, dans l'espoir de sauver la famille de Clarke de Rhodes. Cependant, en raison du manque de preuves de l'implication de Rhodes dans l'affaire, les Griffin sont arrêtés, ce qui met un terme à la relation de Clarke avec Wells ; Clarke, pensant que ses parents sont exécutés à la suite de leur arrestation, refuse de voir Wells. 
Deux ans plus tard, la Colonie décide d'envoyer une centaine de ses adolescents prisonniers pour vérifier si la Terre est habitable. Parmi les cent se trouvent Clarke, Wells, Octavia Blake, et Thalia, un ami de Clarke. Bellamy Blake le grand frère d’Octavia parvient à monter in-extremis dans la capsule pour protéger sa sœur.

### Série télévisée

#### Histoire
Clarke, née en 2131, est la fille de Jake et Abigail Griffin et a grandi dans l'espace, sur l'Arche. Avant qu'elle soit emprisonnée, son père avait découvert que la station spatiale était en perte d'oxygène, et avait estimé les réserves et le temps de survie à 6 mois. Partageant cette information avec sa fille, il avait prévu de rendre public tout ce qu'il avait découvert, mais Abigail le fit attendre, voulant faire un rapport au Chancelier Thelonious Jaha ; ce dernier, ne voulant pas effrayer la population lui interdit de publier son rapport. Jake Griffin fut exécuté, lancé dans l'espace. Clarke, considérée comme complice, fut donc emprisonnée pour trahison au lieu d'être exécutée, du fait de son âge : les moins de 18 ans évitent la mise à mort jusqu'à leur majorité, avant de faire face à un nouveau procès. Les prisonniers étant considérés comme sacrifiables par le conseil, Clarke est envoyée, avec 99 autres prisonniers, sur la Terre dans le but de vérifier si l'air est respirable et si les lieux sont habitables.

#### L'intrigue
Dans la première saison, Clarke et les 99 autres délinquants sont envoyés dans un vaisseau sur la Terre ; ce vaisseau s'écrase sur le sol après que la traversée de l'atmosphère ait coupé toutes les communications. Après le crash, Clarke se rend vite compte qu'ils ont atterri au mauvais endroit. Ils devaient à l'origine atterrir près du Mont Weather, un ancien complexe militaire censé contenir de la nourriture et des affaires, mais ils se sont écrasés sur la mauvaise montagne. Elle entre en désaccord avec Bellamy, un jeune homme qui initialement ne faisait pas partie des prisonniers envoyer sur terre, mais qui s'y est rendu clandestinement afin de retrouver sa sœur Octavia, sur les décisions à prendre pour la survie du groupe. Par la suite, ils deviennent tous les deux les leaders des 100 et nouent des liens d'amitié.
Dans la saison 2, Clarke est considérée comme la vraie leader du groupe prisonnier du Mont Weather. Elle tentera de rallier les "Natifs" de la Terre à sa cause en sacrifiant Finn. Clarke, avec Bellamy, finit par tuer la totalité de la population de la montagne quitte a s'attirer la colère de ses compagnons. Elle s'exile ne supportant pas ce qu'elle a fait.
Dans la saison 3, Clarke tente de survivre seule, encore hantée parce qu'elle a du faire. Elle est capturée par Lexa, la commandante des douze clans et cheffe des Trikru (le peuples des arbres) qui veut mettre Arkadia et les Skykru (peuple du ciel) sous sa protection. Lexa et Clarke tombent amoureuses, Lexa serra considèré comme son âme sœur. Elle commence à baisser sa garde mais elle est obligée de reprendre son rôle pour lutter contre Pike (ancien professeur de survie sur l'arche étant devenu chancelier a la suite de récentes élections) et A.L.I.E (une intelligence artificielle créée par Becca ayant causé la fin du monde, l'estimant surpeuplée).
Lors de la saison 4, Clarke doit faire face a plusieurs choix pour le futur de son peuple, confronté a une seconde apocalypse nucléaire, menaçant de détruire ce qu'il reste de l'espèce humaine. Avec l'aide de Jaha, elle finira par découvrir un bunker qui est alors disputé par les treize clans, car il n'est pas assez vaste pour accueillir tout le monde. Un conclave (c'est-à-dire un combat général entre chacun des représentants de chaque clan) est alors organisé afin de décider, sans trop de victimes, quel clan survivra au Praimfaya (nom donné à la seconde apocalypse nucléaire). Clarke, Bellamy, Raven, Murphy, Monty, Harper, Emori et Echo doivent repartir dans l'espace mais Clarke doit se sacrifier pour que les autres puissent décoller et ainsi survivre.
Lors de la saison 5, Clarke rencontre Madi, une jeune sang d'ébène, alors qu'elle pensait être la seule survivante sur Terre (ses amis étant soit réfugiés dans l'espace, soit dans le bunker). Madi deviendra sa fille adoptive durant les six années qui se déroulent entre la fin de la saison 4 et la saison 5. Lors du final, Clarke n'hésite pas à trahir tous ses amis pour protéger Madi. Elle n'arrivera pas à empêcher le largage d'une bombe nucléaire sur la vallée, dernier endroit viable de la Terre où elle a passé 6 ans, l'obligeant à retourner dans l'espace avec tout son peuple. Ils se placent en cryogénisation. Clarke et Bellamy se réveillent 125 ans plus tard et apprennent que Monty et Harper se sont sacrifiés pour qu'ils puissent aller sur une autre planète, la Terre n'étant pas redevenue viable.
Dans la saison 6, les 100 se retrouvent sur une nouvelle planète du nom de Sanctum et vont découvrir que l’humanité est toujours existante.
En 2015, il a été confirmé que Clarke est bisexuelle (puisqu'elle a eu des relations amoureuses avec Finn et Lexa), ce qui fait d'elle le premier personnage principal LGBT sur la chaîne CW et la première bisexuelle sur un réseau de télévision (en prenant en compte les cinq grands réseaux majeurs : ABC, CBS, NBC, La CW et la Fox),,.

## Réception
Clarke apparaît dans le classement de BuzzFeed, 29 amazingly Badass Female characters of 2015. Son histoire d'amour avec Lexa l'a placée sur le devant de la scène LGBT, faisant de ces deux personnages les chefs de file d'un matriarcat revendiqué par la série[réf. nécessaire]. 